# Desen pentru o pasăre
Desen pentru o pasăre este un film românesc din 1971 regizat de Letiția Popa.